# キングコングのあるコトないコト
『キングコングのあるコトないコト』は、2009年10月27日から2014年3月28日まで、メ〜テレで放送されていた深夜バラエティ番組。放送時間は2013年4月5日より毎週金曜0:20 - 0:50（木曜深夜、JST) 。2013年3月26日までは火曜未明（月曜深夜）の同時刻での放送だった。

## 概要
各回のテーマについてのうんちくや噂などをゲストと共にトークを交えながら出しあい、それらの真偽の検証を同時進行でプロのリサーチャーが行う。リサーチしている模様がトークの間に挟んで映されている。番組終盤に検証結果を発表し（番組では「答え合わせ」と呼ぶ）、最後に「今日のホームラン」と題して『プロ野球ニュース』の「今日のホームラン」の音楽に乗せ、“あるコト”に認定されたトークを振り返る。

### 全国放送版
2012年5月13日14:00 - 15:25（「サンデープレゼント」枠）に『韓国のあるコトないコト〜最新クチコミ10連発!現地でウラドリツアー〜』と題し、テレビ朝日系列全国24局ネットで放送された。なお、広島ホームテレビでは広島東洋カープ対中日ドラゴンズ戦を中継放送するため、16:00からの2時間遅れの時差ネットとなった。
出演はキングコングの2人のほか、出川哲朗・榊原郁恵・小原正子（クワバタオハラ）・原幹恵。

## 出演者
- MC - キングコング（西野亮廣・梶原雄太）
- ウラドリガール
  - 1号 - 柿木理紗
  - 2号 - 仲間リサ（第7回から）
  - 3号 - 鹿川リサ（第27回のみ）
  - 4号 - Lisa S.（第43回から）
  - 5号 - 白河梨沙
  - 6号 -
  - 7号 - 菊池梨沙（第151回から）
- 板書ガール 
  - 松村奈津希
  - 桜井未来
- 「ウラドリガール」は番組開始当初「マンスリーリーダー」と呼称されていた。なお出演は基本的に各回1名のみで、出演順も決まっていない。
- 「ウラドリガール」は全員“リサ”という名前なので、4号のLisa S.は初登場時に、梶原の「リサというなまえじゃないとあかんの?」という疑問から「なんて声からけられたんですか?」と西野に問われ、「リサを探してる…」と答えていた。
- 第48回「生であるコトないコト 祝1周年&DVD本日発売SP」では、3号を除くウラドリガール3名が、ナレーションの井上裕衣アナ、板書ガールの松村奈津希と共にスタジオに登場した。
- 第61回ではテーマがTVドラマ『相棒』だったことから、『相棒』のレギュラー出演者である六角精児が答え合わせのあるコトリサーチャーとして出演した。

## 放送リスト
| 2009年 | 2009年               | 2009年                                                                                         | 2009年         | 2009年 |
| 回数   | テーマ               | ゲスト                                                                                         | 放送日         |        |
| ------ | -------------------- | ---------------------------------------------------------------------------------------------- | -------------- | ------ |
| 1      | 牛丼                 | 岡田圭右（ますだおかだ）、世界のナベアツ、箕輪はるか（ハリセンボン）、渡部建（アンジャッシュ） | 2009年10月27日 |        |
| 2      | 回転寿司             | 近藤春菜（ハリセンボン）、サンドウィッチマン、レッド吉田（TIM）                                | 2009年11月3日  |        |
| 3      | ハンバーガー         | ゴリ（ガレッジセール）、ナイツ、原西孝幸（FUJIWARA）                                           | 2009年11月10日 |        |
| 4      | ドーナツ             | 川田広樹（ガレッジセール）、TKO、藤本敏史（FUJIWARA）                                          | 2009年11月17日 |        |
| 5      | 居酒屋               | 庄司智春（品川庄司）、山里亮太（南海キャンディーズ）、ブラックマヨネーズ                       | 2009年11月24日 |        |
| 6      | ファミレス           | あべこうじ、レッド吉田（TIM）、U字工事                                                         | 2009年12月1日  |        |
| 7      | 渋谷                 | アンガールズ、ゴリ（ガレッジセール）、関暁夫（ハローバイバイ）                                 | 2009年12月8日  |        |
| 8      | ラーメン             | 川田広樹（ガレッジセール）、博多華丸・大吉、渡部建（アンジャッシュ）                           | 2009年12月15日 |        |
| 9      | 宅配ピザ             | 世界のナベアツ、平成ノブシコブシ、山崎邦正                                                     | 2009年12月22日 |        |
| 10     | 焼肉                 | ケンドーコバヤシ、品川祐（品川庄司）、陣内智則、出川哲朗                                       | 2009年12月29日 |        |
| 10     | ファストファッション | クワバタオハラ、ハリセンボン、はるな愛                                                         | 2009年12月29日 |        |

| 2010年 | 2010年                 | 2010年 | 2010年         | 2010年 |
| 回数   | テーマ                 | ゲスト | 放送日         |        |
| ------ | ---------------------- | --- | -------------- | ------ |
| 11     | 今まで見せてないコトSP | これまで未公開だった“あるコトないコト”と“答え合わせ”を放送                                                                                         | 2010年1月5日   |        |
| 12     | スポーツブランド       | 遠藤章造（ココリコ）、河本準一（次長課長）、レッド吉田（TIM）、ほっしゃん。                                                                        | 2010年1月12日  |        |
| 13     | レンタルビデオ         | 岡田圭右（ますだおかだ）、佐田正樹（バッドボーイズ）、中田敦彦（オリエンタルラジオ）、パンチ浜崎（ザ・パンチ）                                     | 2010年1月19日  |        |
| 14     | ドン・キホーテ         | 金成公信、ノーパンチ松尾（ザ・パンチ）、藤森慎吾（オリエンタルラジオ）、レッド吉田（TIM）                                                          | 2010年1月26日  |        |
| 15     | ドン・キホーテ         | 金成公信、ノーパンチ松尾（ザ・パンチ）、藤森慎吾（オリエンタルラジオ）、レッド吉田（TIM）                                                          | 2010年2月2日   |        |
| 16     | 冬季オリンピック       | 児嶋一哉（アンジャッシュ）、庄司智春（品川庄司）、ヒデ（ペナルティ）、横山きよし（ものいい）                                                       | 2010年2月9日   |        |
| 17     | 学校給食               | あべこうじ、多田健二（COWCOW）、吉田サラダ（ものいい）、渡部建（アンジャッシュ）                                                                   | 2010年2月16日  |        |
| 18     | 幕末                   | 川島明（麒麟）、世界のナベアツ、松村邦洋、矢部太郎（カラテカ）                                                                                     | 2010年2月23日  |        |
| 19     | 築地                   | 品川祐（品川庄司）、山崎邦正、吉村崇（平成ノブシコブシ）、レッド吉田（TIM）                                                                        | 2010年3月2日   |        |
| 20     | 第1回ベストあるコト    | これまでで一番素晴らしかった“あるコト”を選出 | 2010年3月9日   |        |
| 21     | 六本木                 | 大村朋宏（トータルテンボス）、川合俊一、川田広樹（ガレッジセール）、木村卓寛（天津）                                                               | 2010年3月16日  |        |
| 22     | プロ野球パ・リーグ     | 岡田圭右（ますだおかだ）、今野浩喜（キングオブコメディ）、庄司智春（品川庄司）、中須智一（ロシアンモンキー）                                       | 2010年3月23日  |        |
| 23     | プロ野球セ・リーグ     | 遠藤章造（ココリコ）、川口清行（ロシアンモンキー）、ほっしゃん。、レッド吉田（TIM）                                                                | 2010年3月30日  |        |
| 24     | アルバイト             | NON STYLE、藤田憲右（トータルテンボス）、向清太朗（天津）                                                                                          | 2010年4月6日   |        |
| 25     | ポテトチップス         | フルーツポンチ、渡部建（アンジャッシュ） | 2010年4月13日  |        |
| 26     | 沖縄                   | あべこうじ、フットボールアワー ゴリ（ガレッジセール）…第27回のみ                                                                                   | 2010年4月20日  |        |
| 27     | 沖縄                   | あべこうじ、フットボールアワー ゴリ（ガレッジセール）…第27回のみ                                                                                   | 2010年4月27日  |        |
| 28     | 今まで見せてないコトSP | これまで未公開だった“あるコトないコト”と“答え合わせ”を放送                                                                                         | 2010年5月4日   |        |
| 29     | コンビニ               | ジャルジャル、友近 | 2010年5月11日  |        |
| 30     | 戦国                   | 庄司智春（品川庄司）、世界のナベアツ、松村邦洋 | 2010年5月18日  |        |
| 31     | 競馬                   | 土屋伸之（ナイツ）、ペナルティ | 2010年5月25日  |        |
| 32     | 文房具                 | Qちゃん（ハイキングウォーキング）、もう中学生、渡部建（アンジャッシュ）                                                                            | 2010年6月1日   |        |
| 33     | 助っ人外国人           | 遠藤章造（ココリコ）、杉浦双亮（360°モンキーズ）、松田洋昌（ハイキングウォーキング）                                                               | 2010年6月8日   |        |
| 34     | サッカー               | 木村卓寛（天津）、富澤たけし（サンドウィッチマン）、ヒデ（ペナルティ）                                                                             | 2010年6月15日  |        |
| 35     | 今まで見せてないコトSP | これまで未公開だった“あるコトないコト”と“答え合わせ”を放送                                                                                         | 2010年6月29日  |        |
| 36     | 昆虫                   | 益子卓郎（U字工事）、向清太朗（天津）、ワッキー（ペナルティ）                                                                                      | 2010年7月6日   |        |
| 37     | お風呂まわり           | 千原せいじ（千原兄弟）、はるな愛、藤本敏史（FUJIWARA）                                                                                             | 2010年7月13日  |        |
| 38     | ファミコン             | 小沢一敬（スピードワゴン）、川島明（麒麟）、原西孝幸（FUJIWARA）                                                                                   | 2010年7月20日  |        |
| 39     | スーパーカー           | 金成公信（ギンナナ）、田村亮（ロンドンブーツ1号2号）、向清太朗（天津）                                                                             | 2010年7月27日  |        |
| 40     | インスタントラーメン   | あべこうじ、木村卓寛（天津）、椿鬼奴 | 2010年8月3日   |        |
| 41     | 宇宙                   | 大村朋宏（トータルテンボス）、川田広樹（ガレッジセール）、藤本淳史（田畑藤本）                                                                     | 2010年8月10日  |        |
| 42     | 恐竜                   | ゴリ（ガレッジセール）、田畑祐一（田畑藤本）、藤田憲右（トータルテンボス）                                                                         | 2010年8月17日  |        |
| 43     | カラオケ               | 綾部祐二（ピース）、黒瀬純（パンクブーブー）、椿鬼奴                                                                                               | 2010年8月24日  |        |
| 44     | 学生服                 | 佐田正樹（バッドボーイズ）、野沢直子、矢部太郎（カラテカ）                                                                                         | 2010年8月31日  |        |
| 45     | AKB48                  | 木村明浩（バッファロー吾郎）、佐藤哲夫（パンクブーブー）、向清太朗（天津）                                                                         | 2010年9月7日   |        |
| 46     | サンカク検証SP         | これまでの放送でサンカクだった“あるコトないコト”をロケで再調査                                                                                     | 2010年9月14日  |        |
| 47     | 遊園地                 | 竹若元博（バッファロー吾郎）、博多大吉（博多華丸・大吉）、又吉直樹（ピース）                                                                       | 2010年9月21日  |        |
| 48     | 芸能人                 | ヒデ（ペナルティ）、藤森慎吾（オリエンタルラジオ）、レッド吉田（TIM）                                                                              | 2010年9月23日  |        |
| 49     | 今まで見せてないコトSP | これまで未公開だった“あるコトないコト”と“答え合わせ”を放送                                                                                         | 2010年9月28日  |        |
| 50     | 駄菓子                 | 澤部佑（ハライチ）、友近、藤本敏史（FUJIWARA） | 2010年10月5日  |        |
| 51     | 魚                     | 川田広樹（ガレッジセール）、原西孝幸（FUJIWARA）、レッド吉田（TIM）                                                                                | 2010年10月12日 |        |
| 52     | 名古屋                 | 博多華丸・大吉、まちゃまちゃ | 2010年10月19日 |        |
| 53     | 名古屋                 | 博多華丸・大吉、まちゃまちゃ | 2010年10月26日 |        |
| 54     | 人体                   | 岡田圭右（ますだおかだ）、はんにゃ | 2010年11月2日  |        |
| 55     | 今まで見せてないコトSP | これまで未公開だった“あるコトないコト”と“答え合わせ”を放送                                                                                         | 2010年11月9日  |        |
| 56     | 祭り                   | ゴリ（ガレッジセール）、土屋伸之（ナイツ）、ロッシー（野性爆弾）                                                                                   | 2010年11月16日 |        |
| 57     | 携帯電話               | 川島邦裕（野性爆弾）、多田健二（COWCOW）、渡部建（アンジャッシュ）                                                                                 | 2010年11月23日 |        |
| 58     | ゲームセンター         | 小沢一敬（スピードワゴン）、川島邦裕（野性爆弾）、世界のナベアツ                                                                                   | 2010年11月30日 |        |
| 59     | 缶コーヒー             | 井上裕介（NON STYLE）、杉山裕之（我が家）、中山功太                                                                                                | 2010年12月7日  |        |
| 60     | 空港                   | あべこうじ、遠藤章造（ココリコ）、坪倉由幸（我が家）                                                                                               | 2010年12月14日 |        |
| 61     | 相棒                   | 遠藤章造（ココリコ）、ヒデ（ペナルティ）、向清太朗（天津）                                                                                         | 2010年12月21日 |        |
| 62     | レジェンド芸人SP       | 綾部祐二（ピース）、石田靖、片岡正徳（オオカミ少年）、水道橋博士（浅草キッド）、 出川哲朗、山崎邦正、吉村崇（平成ノブシコブシ）、レッド吉田（TIM） | 2010年12月28日 |        |

| 2011年 | 2011年                                          | 2011年 | 2011年         | 2011年 |
| 回数   | テーマ                                          | ゲスト | 放送日         |        |
| ------ | ----------------------------------------------- | --- | -------------- | ------ |
| 63     | レジェンド芸人SP                                | 綾部祐二（ピース）、石田靖、片岡正徳（オオカミ少年）、水道橋博士（浅草キッド）、 出川哲朗、山崎邦正、吉村崇（平成ノブシコブシ）、レッド吉田（TIM） | 2011年1月11日  |        |
| 64     | 冬の生活                                        | ゴリ（ガレッジセール）、今野浩喜（キングオブコメディ）、吉村崇（平成ノブシコブシ）                                                                 | 2011年1月18日  |        |
| 65     | 温泉                                            | 友近、原西孝幸（FUJIWARA）、益子卓郎（U字工事） | 2011年1月25日  |        |
| 66     | 海外ドラマ                                      | 天野ひろゆき（キャイ〜ン）、松田洋昌（ハイキングウォーキング）、ワッキー（ペナルティ）                                                             | 2011年2月1日   |        |
| 67     | 修学旅行                                        | 狩野英孝、藤田憲右（トータルテンボス）、藤本敏史（FUJIWARA）                                                                                       | 2011年2月8日   |        |
| 68     | パスタ                                          | 小籔千豊、杉山裕之（我が家）、村上純（しずる） | 2011年2月15日  |        |
| 69     | 今まで見せてないコトSP                          | これまで未公開だった“あるコトないコト”と“答え合わせ”を放送                                                                                         | 2011年2月22日  |        |
| 70     | 野球マンガ                                      | あべこうじ、大谷ノブ彦（ダイノジ）、レッド吉田（TIM）                                                                                              | 2011年2月29日  |        |
| 71     | ビール                                          | 澤部佑（ハライチ）、ノーパンチ松尾（ザ・パンチ）、博多華丸（博多華丸・大吉）                                                                       | 2011年3月8日   |        |
| 72     | 新日本プロレス                                  | 岡田圭右（ますだおかだ）、ハチミツ二郎（東京ダイナマイト）、ユウキロック（ハリガネロック）                                                         | 2011年3月22日  |        |
| 73     | 卒業                                            | 品川祐（品川庄司）、坪倉由幸（我が家）、原西孝幸（FUJIWARA）                                                                                       | 2011年3月29日  |        |
| 74     | ジーンズ                                        | 庄司智春（品川庄司）、藤本敏史（FUJIWARA）、渡部建（アンジャッシュ）                                                                               | 2011年4月5日   |        |
| 75     | お弁当                                          | オードリー、世界のナベアツ | 2011年4月12日  |        |
| 76     | 巨大建造物                                      | 遠藤章造（ココリコ）、田中卓志（アンガールズ）、ほっしゃん。                                                                                       | 2011年4月19日  |        |
| 77     | 水着                                            | 楽しんご、西田幸治（笑い飯）、藤本敏史（FUJIWARA）、村上純（しずる）                                                                               | 2011年4月26日  |        |
| 78     | 海の生物                                        | スリムクラブ、原西孝幸（FUJIWARA）、ほっしゃん。                                                                                                   | 2011年5月3日   |        |
| 79     | 今まで見せてないコトSP                          | これまで未公開だった“あるコトないコト”と“答え合わせ”を放送                                                                                         | 2011年5月10日  |        |
| 80     | 徳川家                                          | 川島明（麒麟）、小島よしお、矢部太郎（カラテカ）                                                                                                   | 2011年5月17日  |        |
| 81     | 引越し                                          | 河本準一（次長課長）、杉山裕之（我が家）、西森洋一（モンスターエンジン）                                                                           | 2011年5月24日  |        |
| 82     | 結婚式                                          | 澤部佑（ハライチ）、だいたひかる、ヒデ（ペナルティ）                                                                                               | 2011年5月31日  |        |
| 83     | 女子                                            | 石田明（NON STYLE）、杉山裕之（我が家）、ワッキー（ペナルティ）                                                                                    | 2011年6月7日   |        |
| 84     | グラビアアイドル                                | 岩尾望（フットボールアワー）、原口あきまさ、向清太朗（天津）                                                                                       | 2011年6月14日  |        |
| 85     | 今まで見せてないコトSP                          | これまで未公開だった“あるコトないコト”と“答え合わせ”を放送                                                                                         | 2011年6月21日  |        |
| 86     | マイケル・ジャクソン                            | ヒデ（ペナルティ）、家城啓之（カリカ）、レッド吉田（TIM）                                                                                          | 2011年6月28日  |        |
| 87     | カレー                                          | 木下隆行（TKO）、福田充徳（チュートリアル）、ワッキー（ペナルティ）                                                                                | 2011年7月5日   |        |
| 88     | 鶏肉                                            | 春日俊彰（オードリー）、金田哲（はんにゃ）、黒瀬純（パンクブーブー）                                                                               | 2011年7月12日  |        |
| 89     | ゴルフ                                          | 遠藤章造（ココリコ）、蛍原徹（雨上がり決死隊）、レッド吉田（TIM）                                                                                  | 2011年7月19日  |        |
| 90     | カフェ                                          | 加藤歩（ザブングル）、村上純（しずる）、吉村崇（平成ノブシコブシ）                                                                                 | 2011年7月26日  |        |
| 91     | メガネ                                          | 天野ひろゆき（キャイ〜ン）、竹若元博（バッファロー吾郎）、向清太朗（天津）                                                                         | 2011年8月2日   |        |
| 92     | 自転車                                          | 小島よしお、中田敦彦（オリエンタルラジオ）、福田充徳（チュートリアル）                                                                             | 2011年8月9日   |        |
| 93     | チョコレート                                    | 岡田圭右（ますだおかだ）、田村裕（麒麟）、家城啓之（カリカ）                                                                                       | 2011年8月16日  |        |
| 94     | プラモデル                                      | 木村明浩（バッファロー吾郎）、杉山裕之（我が家）、田村亮（ロンドンブーツ1号2号）                                                                   | 2011年8月23日  |        |
| 95     | お茶                                            | 野沢直子、ほっしゃん。、益子卓郎（U字工事） | 2011年8月30日  |        |
| 96     | ジャッキー・チェン                              | 杉山裕之（我が家）、なだぎ武、西田幸治（笑い飯）                                                                                                   | 2011年9月6日   |        |
| 97     | 城                                              | 田中卓志（アンガールズ）、哲夫（笑い飯）、中山功太                                                                                                 | 2011年9月13日  |        |
| 98     | ある味ない味                                    | キングコングの2人が、新しい味のせんべいを開発 | 2011年9月20日  |        |
| 99     | 世界のまゆつばネタを 現地でウラドリツアーin台湾 | 陣内智則、NON STYLE | 2011年9月26日  |        |
| 100    | 今まで見せてないコトSP                          | これまで未公開だった“あるコトないコト”と“答え合わせ”を放送                                                                                         | 2011年10月4日  |        |
| 101    | アイスクリーム                                  | コカドケンタロウ（ロッチ）、村上健志（フルーツポンチ）、やしろ（カリカ）                                                                           | 2011年10月11日 |        |
| 102    | 犬                                              | 木下隆行（TKO）、庄司智春（品川庄司）、藤本敏史（FUJIWARA）                                                                                        | 2011年10月18日 |        |
| 103    | ある雑談ない雑談                                | 桂三度、博多大吉（博多華丸・大吉）、真栄田賢（スリムクラブ）、若林正恭（オードリー）                                                               | 2011年10月25日 |        |
| 104    | 中華料理                                        | 内間政成（スリムクラブ）、春日俊彰（オードリー）、田村裕（麒麟）                                                                                   | 2011年11月1日  |        |
| 105    | 今まで見せてないコトSP                          | これまで未公開だった“あるコトないコト”と“答え合わせ”を放送                                                                                         | 2011年11月8日  |        |
| 106    | 名古屋スポーツ                                  | 庄司智春（品川庄司）、藤本敏史（FUJIWARA）、礼二（中川家）                                                                                         | 2011年11月15日 |        |
| 107    | 名古屋スポーツ                                  | 庄司智春（品川庄司）、藤本敏史（FUJIWARA）、礼二（中川家）                                                                                         | 2011年11月22日 |        |
| 108    | 動物園                                          | 白井鉄也（チーモンチョーチュウ）、出川哲朗、ほっしゃん。                                                                                           | 2011年11月29日 |        |
| 109    | 外国人レスラー                                  | 岡田圭右（ますだおかだ）、バッファロー吾郎A、ユウキロック（ハリガネロック）                                                                        | 2011年12月6日  |        |
| 110    | 明治時代                                        | カリカやしろ、小島よしお、藤本淳史（田畑藤本） | 2011年12月13日 |        |
| 111    | ボードゲーム                                    | あべこうじ、小籔千豊、田中卓志（アンガールズ） | 2011年12月20日 |        |

| 2012年 | 2012年                  | 2012年                                                                                              | 2012年         | 2012年 |
| 回数   | テーマ                  | ゲスト                                                                                              | 放送日         |        |
| ------ | ----------------------- | --------------------------------------------------------------------------------------------------- | -------------- | ------ |
| 112    | パチンコ                | 桂三度、田村裕（麒麟）、レッド吉田（TIM）                                                           | 2012年1月10日  |        |
| 113    | 塩                      | 岡田圭右（ますだおかだ）、友近、兵動大樹（矢野・兵動）                                              | 2012年1月17日  |        |
| 114    | カレンダー              | 中岡創一（ロッチ）、向清太朗（天津）、村上健志（フルーツポンチ）                                    | 2012年1月24日  |        |
| 115    | ある雑談ない雑談        | 石橋尊久（イシバシハザマ）、澤部佑（ハライチ）、高橋茂雄（サバンナ）、なだぎ武                      | 2012年1月31日  |        |
| 116    | プリン&ゼリー           | 菊地浩輔（チーモンチョーチュウ）、コカドケンタロウ（ロッチ）、マンボウやしろ                        | 2012年2月7日   |        |
| 117    | 豚肉                    | 安達健太郎（カナリア）、庄司智春（品川庄司）、杉山裕之（我が家）                                    | 2012年2月14日  |        |
| 118    | 今まで見せてないコトSP  | これまで未公開だった“あるコトないコト”と“答え合わせ”を放送                                          | 2012年2月21日  |        |
| 119    | ドラえもん              | 金田哲（はんにゃ）、川島明（麒麟）、コカドケンタロウ（ロッチ）                                      | 2012年2月28日  |        |
| 120    | 炭酸飲料                | 大地洋輔（ダイノジ）、小籔千豊、出川哲朗                                                            | 2012年3月6日   |        |
| 121    | 歯医者                  | 天野ひろゆき（キャイ〜ン）、佐藤哲夫（パンクブーブー）、白井鉄也（チーモンチョーチュウ）            | 2012年3月13日  |        |
| 122    | ラジオ                  | 岡田圭右（ますだおかだ）、黒瀬純（パンクブーブー）、八木真澄（サバンナ）                            | 2012年3月20日  |        |
| 123    | 貝                      | 岩尾望（フットボールアワー）、飛永翼（ラバーガール）、なだぎ武                                      | 2012年3月27日  |        |
| 124    | うどん&そば             | 田中卓志（アンガールズ）、マンボウやしろ、礼二（中川家）                                            | 2012年4月3日   |        |
| 125    | 落語                    | 小堀裕之（2丁拳銃）、西田幸治（笑い飯）、若林正恭（オードリー）                                     | 2012年4月10日  |        |
| 126    | ある雑談ない雑談        | 川島邦裕（野性爆弾）、菊地浩輔（チーモンチョーチュウ）、レッド吉田（TIM）                           | 2012年4月17日  |        |
| 127    | 源氏と平家              | 小島よしお、田村裕（麒麟）、矢部太郎（カラテカ）                                                    | 2012年4月24日  |        |
| 128    | 沖縄                    | しずる、真栄田賢（スリムクラブ）                                                                    | 2012年5月1日   |        |
| 129    | 沖縄                    | サバンナ、宮川大輔                                                                                  | 2012年5月8日   |        |
| 130    | 今まで見せてないコトSP  | これまで未公開だった“あるコトないコト”と“答え合わせ”を放送                                          | 2012年5月15日  |        |
| 131    | あるない知恵袋          | 川島邦裕（野性爆弾）、斉藤慎二（ジャングルポケット）、博多大吉（博多華丸・大吉）、レッド吉田（TIM） | 2012年5月22日  |        |
| 132    | お金                    | 石田明（NON STYLE）、上田浩二郎（Hi-Hi）、多田健二（COWCOW）                                        | 2012年5月29日  |        |
| 133    | 世界遺産                | 川島明（麒麟）、出川哲朗、ワッキー（ペナルティ）                                                    | 2012年6月5日   |        |
| 134    | 釣り                    | 池田一真（しずる）、川田広樹（ガレッジセール）、原西孝幸（FUJIWARA）                                | 2012年6月12日  |        |
| 135    | 漢字                    | 宇治原史規（ロザン）、春日俊彰（オードリー）、村上純（しずる）                                      | 2012年6月19日  |        |
| 136    | タバコ                  | 小沢一敬（スピードワゴン）、椿鬼奴、村上健志（フルーツポンチ）                                      | 2012年6月26日  |        |
| 137    | ランニング              | 杉山裕之（我が家）、八木真澄（サバンナ）、亘健太郎（フルーツポンチ）                                | 2012年7月3日   |        |
| 138    | ステーキ&ハンバーグ     | 斉藤慎二（ジャングルポケット）、庄司智春（品川庄司）、渡部建（アンジャッシュ）                      | 2012年7月10日  |        |
| 139    | あめ全般                | 古坂大魔王、田村裕（麒麟）、ヒデ（ペナルティ）                                                      | 2012年7月17日  |        |
| 140    | 昭和                    | 桂三度、なだぎ武、レッド吉田（TIM）                                                                 | 2012年7月24日  |        |
| 141    | 今まで見せてないコトSP  | これまで未公開だった“あるコトないコト”と“答え合わせ”を放送                                          | 2012年8月7日   |        |
| 142    | 粉モノ                  | 川島明（麒麟）、コカドケンタロウ（ロッチ）、バッファロー吾郎A（バッファロー吾郎）                   | 2012年8月14日  |        |
| 143    | 恋愛                    | 斉藤慎二（ジャングルポケット）、村上健志（フルーツポンチ）、村上純（しずる）                        | 2012年8月21日  |        |
| 144    | パン                    | あべこうじ、古坂大魔王、杉山裕之（我が家）                                                          | 2012年8月28日  |        |
| 145    | 芸能リポーター          | 陣内智則、田中卓志（アンガールズ）、藤本敏史（FUJIWARA）                                            | 2012年9月4日   |        |
| 146    | 思春期                  | 大村朋宏（トータルテンボス）、コカドケンタロウ（ロッチ）、中田敦彦（オリエンタルラジオ）            | 2012年9月11日  |        |
| 147    | TwitterとかFacebookとか | 井上裕介（NON STYLE）、水道橋博士（浅草キッド）、高橋茂雄（サバンナ）                               | 2012年9月18日  |        |
| 148    | アメリカ人              | 野沢直子、マンボウやしろ、レッド吉田（TIM）                                                         | 2012年9月25日  |        |
| 149    | お酒                    | 大悟（千鳥）、西田幸治（笑い飯）、藤森慎吾（オリエンタルラジオ）                                    | 2012年10月2日  |        |
| 150    | 政治家                  | 哲夫（笑い飯）、中田敦彦（オリエンタルラジオ）、ノブ（千鳥）                                        | 2012年10月9日  |        |
| 151    | 海外サッカー            | 尾形貴弘（パンサー）、富澤たけし（サンドウィッチマン）、ヒデ（ペナルティ）                          | 2012年10月16日 |        |
| 152    | しょうゆ vs ソース      | 古坂大魔王、斉藤慎二（ジャングルポケット）、堤下敦（インパルス）、ワッキー（ペナルティ）            | 2012年10月23日 |        |
| 153    | 恋愛2                   | 久保田和靖（とろサーモン）、杉山裕之（我が家）、向清太朗（天津）                                    | 2012年10月30日 |        |
| 154    | ロンドンオリンピック    | 春日俊彰（オードリー）、庄司智春（品川庄司）、村上純（しずる）                                      | 2012年11月6日  |        |
| 155    | 映画                    | 石田明（NON STYLE）、川島邦裕（野性爆弾）、出川哲朗                                                 | 2012年11月13日 |        |
| 156    | 昭和2                   | 西田幸治（笑い飯）、ノブ（千鳥）、レッド吉田（TIM）                                                 | 2012年11月20日 |        |
| 157    | 揚げ物                  | 江上敬子（ニッチェ）、大地洋輔（ダイノジ）、田村裕（麒麟）                                          | 2012年11月27日 |        |
| 158    | ももいろクローバーZ     | アイアム野田（鬼ヶ島）、徳井健太（平成ノブシコブシ）、山里亮太（南海キャンディーズ）                | 2012年12月4日  |        |
| 159    | 銭湯&サウナ             | コカドケンタロウ（ロッチ）、児玉智洋（ジューシーズ）、博多華丸（博多華丸・大吉）                    | 2012年12月11日 |        |
| 160    | ケーキ                  | 藤本敏史（FUJIWARA）、村上健志（フルーツポンチ）、森田哲矢（さらば青春の光）                        | 2012年12月25日 |        |

| 2013年 | 2013年                 | 2013年                                                                                         | 2013年         | 2013年 |
| 回数   | テーマ                 | ゲスト                                                                                         | 放送日         |        |
| ------ | ---------------------- | ---------------------------------------------------------------------------------------------- | -------------- | ------ |
| 161    | 今まで見せてないコトSP | これまで未公開だった“あるコトないコト”と“答え合わせ”を放送                                     | 2013年1月8日   |        |
| 162    | おしゃれ               | 井上裕介（NON STYLE）、岩尾望（フットボールアワー）、今野浩喜（キングオブコメディ）            | 2013年1月15日  |        |
| 163    | いも                   | 古坂大魔王、馬場園梓（アジアン）、向清太朗（天津）                                             | 2013年1月22日  |        |
| 164    | 岐阜 vs 三重           | 池田一真（しずる）、川島明（麒麟）、西森洋一（モンスターエンジン）、マンボウやしろ             | 2013年1月29日  |        |
| 165    | フルーツ               | 大林健二（モンスターエンジン）、村上純（しずる）、渡部建（アンジャッシュ）                     | 2013年2月5日   |        |
| 166    | 名古屋めし             | 塚地武雅（ドランクドラゴン）、堤下敦（インパルス）、ヒデ（ペナルティ）                         | 2013年2月12日  |        |
| 167    | 社長                   | 鈴木拓（ドランクドラゴン）、村上純（しずる）、村上健志（フルーツポンチ）                       | 2013年2月19日  |        |
| 168    | 今まで見せてないコトSP | これまで未公開だった“あるコトないコト”と“答え合わせ”を放送                                     | 2013年2月26日  |        |
| 169    | 坂本龍馬               | 川島明（麒麟）、竹山隆範（カンニング）、中田敦彦（オリエンタルラジオ）                         | 2013年3月5日   |        |
| 170    | 育児                   | 庄司智春（品川庄司）、ヒデ（ペナルティ）、レッド吉田（TIM）                                    | 2013年3月12日  |        |
| 171    | 筋肉                   | 加藤歩（ザブングル）、なかやまきんに君、八木真澄（サバンナ）                                   | 2013年3月19日  |        |
| 172    | 花                     | コカドケンタロウ（ロッチ）、斉藤慎二（ジャングルポケット）、村本大輔（ウーマンラッシュアワー） | 2013年3月26日  |        |
| 173    | 海外セレブ             | 植野行雄（デニス）、陣内智則、なだぎ武                                                         | 2013年4月5日   |        |
| 174    | 野菜                   | 尾形貴弘（パンサー）、笑福亭鶴瓶、田村裕（麒麟）                                               | 2013年4月12日  |        |
| 175    | TVゲーム               | 井上裕介（NON STYLE）、佐藤哲夫（パンクブーブー）、渡部建（アンジャッシュ）                    | 2013年4月19日  |        |
| 176    | おっぱい               | 岡田圭右（ますだおかだ）、マンボウやしろ、村上健志（フルーツポンチ）                           | 2013年4月26日  |        |
| 177    | 沖縄スター             | 田村裕（麒麟）、ロバート                                                                       | 2013年5月3日   |        |
| 178    | ある雑談ない雑談       | チュートリアル、堤下敦（インパルス）、村上健志（フルーツポンチ）                               | 2013年5月10日  |        |
| 179    | 総理&大統領            | 池田一真（しずる）、宇治原史規（ロザン）、小島よしお                                           | 2013年5月17日  |        |
| 180    | 総理&大統領            | 池田一真（しずる）、宇治原史規（ロザン）、小島よしお                                           | 2013年5月24日  |        |
| 180    | 沖縄雑談未公開         | チュートリアル、堤下敦（インパルス）、村上健志（フルーツポンチ）                               | 2013年5月24日  |        |
| 181    | 声優                   | あべこうじ、中田敦彦（オリエンタルラジオ）、吉田尚記（ニッポン放送アナウンサー）               | 2013年5月31日  |        |
| 182    | ぽっちゃり             | 大地洋輔（ダイノジ）、木下隆行（TKO）、堤下敦（インパルス）                                    | 2013年6月7日   |        |
| 183    | 缶詰&瓶詰              | 春日俊彰（オードリー）、向井慧（パンサー）、ワッキー（ペナルティ）                             | 2013年6月21日  |        |
| 184    | 歌舞伎                 | RG（レイザーラモン）、桂三度、レッド吉田（TIM）                                                | 2013年6月28日  |        |
| 185    | 地名                   | 石田明（NON STYLE）、岩尾望（フットボールアワー）、小峠英二（バイきんぐ）                      | 2013年7月5日   |        |
| 186    | イギリス               | 植野行雄（デニス）、浜谷健司（ハマカーン）、吉村崇（平成ノブシコブシ）                         | 2013年7月12日  |        |
| 187    | 今まで見せてないコトSP | これまで未公開だった“あるコトないコト”と“答え合わせ”を放送                                     | 2013年7月26日  |        |
| 188    | 占い                   | 大林健二（モンスターエンジン）、友近、平子祐希（アルコ&ピース）                                | 2013年8月9日   |        |
| 189    | スマホ&タブレット      | 井上裕介（NON STYLE）、古坂大魔王、藤森慎吾（オリエンタルラジオ）                              | 2013年8月16日  |        |
| 190    | 夏休み                 | 岡田圭右（ますだおかだ）、野沢直子、礼二（中川家）                                             | 2013年8月23日  |        |
| 191    | 丼&定食                | 川島邦裕（野性爆弾）、篠宮暁（オジンオズボーン）、博多華丸（博多華丸・大吉）                   | 2013年8月30日  |        |
| 192    | イケメン               | 久保田和靖（とろサーモン）、小峠英二（バイきんぐ）、斎藤司（トレンディエンジェル）             | 2013年9月6日   |        |
| 193    | 今まで見せてないコトSP | これまで未公開だった“あるコトないコト”と“答え合わせ”を放送                                     | 2013年9月13日  |        |
| 194    | 裁判                   | 井口浩之（ウエストランド）、ヒデ（ペナルティ）、村上純（しずる）                               | 2013年9月20日  |        |
| 195    | 下着                   | 虻川美穂子（北陽）、庄司智春（品川庄司）、友近                                                 | 2013年9月27日  |        |
| 196    | ゆるキャラ&マスコット  | アントニー（マテンロウ）、石田明（NON STYLE）、浜谷健司（ハマカーン）                          | 2013年10月4日  |        |
| 197    | ランキング             | 板倉俊之（インパルス）、春日俊彰（オードリー）、田村裕（麒麟）                                 | 2013年10月11日 |        |
| 198    | アニソン               | 桂三度、加藤夏希、向清太朗（天津）                                                             | 2013年10月18日 |        |
| 199    | きのこ                 | あべこうじ、コカドケンタロウ（ロッチ）、博多華丸（博多華丸・大吉）                             | 2013年10月25日 |        |
| 200    | 方言                   | 古坂大魔王、ゴリ（ガレッジセール）、ネゴシックス                                               | 2013年11月1日  |        |
| 201    | 駄菓子屋まわり         | 岡田圭右（ますだおかだ）、なだぎ武、兵動大樹（矢野・兵動）                                     | 2013年11月8日  |        |
| 202    | 鉄道                   | 岡安章介（ななめ45°）、南田裕介、礼二（中川家）                                                | 2013年11月15日 |        |
| 203    | 夜食                   | 川島邦裕（野性爆弾）、塙宣之（ナイツ）、藤森慎吾（オリエンタルラジオ）                         | 2013年11月22日 |        |
| 204    | 流行語                 | HG（レイザーラモン）、村本大輔（ウーマンラッシュアワー）、レッド吉田（TIM）                    | 2013年11月29日 |        |
| 205    | 銀行                   | マンボウやしろ、村上純（しずる）、森永卓郎                                                     | 2013年12月6日  |        |
| 206    | 戦闘機                 | 金田哲（はんにゃ）、古坂大魔王、ヒデ（ペナルティ）                                             | 2013年12月13日 |        |
| 207    | 年末年始               | 斉藤慎二（ジャングルポケット）、スギちゃん、田村裕（麒麟）                                     | 2013年12月20日 |        |

| 2014年 | 2014年                 | 2014年                                                                          | 2014年        | 2014年 |
| 回数   | テーマ                 | ゲスト                                                                          | 放送日        |        |
| ------ | ---------------------- | ------------------------------------------------------------------------------- | ------------- | ------ |
| 208    | 今まで見せてないコトSP | これまで未公開だった“あるコトないコト”と“答え合わせ”を放送                      | 2014年1月10日 |        |
| 209    | 東北                   | 狩野英孝、堤下敦（インパルス）、新山千春                                        | 2014年1月17日 |        |
| 210    | 行列                   | 木本武宏（TKO）、なだぎ武、藤本敏史（FUJIWARA）                                 | 2014年1月24日 |        |
| 211    | ギター&ギタリスト      | 大地洋輔（ダイノジ）、桜井秀俊（真心ブラザーズ）、庄司智春（品川庄司）          | 2014年2月7日  |        |
| 212    | 練り物                 | 太田博久（ジャングルポケット）、品川祐（品川庄司）、杉山裕之（我が家）          | 2014年2月14日 |        |
| 213    | 受験                   | ふかわりょう、ロザン                                                            | 2014年2月21日 |        |
| 214    | 猫                     | 岡田圭右（ますだおかだ）、松下宣夫（デニス）、森永卓郎                          | 2014年2月28日 |        |
| 215    | 豆                     | 植野行雄（デニス）、藤森慎吾（オリエンタルラジオ）、レッド吉田（TIM）           | 2014年3月7日  |        |
| 216    | レトルト&冷凍食品      | 石田明（NON STYLE）、児玉智洋（ジューシーズ）、伊達みきお（サンドウィッチマン） | 2014年3月14日 |        |
| 217    | 見せてないコトSP       | これまで未公開だった“あるコトないコト”と“答え合わせ”を放送                      | 2014年3月21日 |        |
| 219    | 総集編                 |                                                                                 | 2014年3月28日 |        |

- 第10回は60分。
- 第16回のテーマ「冬季オリンピック」が、番組公式サイトでは「冬のスポーツイベント」となっている。
- 第48回は「生であるコトないコト 祝1周年&DVD本日発売SP」として60分の生放送。レギュラー放送の第47回と同一週の水曜深夜に放送され、放送中に視聴者からeメールで情報を募り、深夜にもかかわらず直接本人に電話しウラドリするスタイルで行われた。
- 第53回は45分で、「メ〜テレ秋まつり」で行われた「ウラドリガール5号公開オーディション」が放送され、その後「名古屋のあるコトないコト」答え合わせロケが放送された。
- 第61回は映画『相棒 -劇場版II- 警視庁占拠! 特命係の一番長い夜』の公開に合わせて、一部の系列局では未放送の回を飛ばし前倒しで放送されたまた第120回でも映画「ドラえもん のび太と奇跡の島 〜アニマル アドベンチャー〜」の公開に合わせて、一部の系列局で未放送の回を飛ばし前倒しで放送された。
- 第62回は60分、また第63回は第62回の続きが放送された（第63回の放送時間は30分）。なお2011年2月13日には東北地方で唯一同番組を放送していなかった岩手朝日テレビ（IAT）でも第62・63回の「レジェンド芸人SP」を同日14:30 - 15:30に単発で放送した。また同局では同番組を夏休み期間中など不定期でスペシャル版のみ単発放送していたが、2011年4月の番組改編でレギュラー放送に昇格した。
- 第72回は、当初は3月15日に放送予定だったが、東日本大震災による報道特別番組に差し替えられたため、3月22日に延期となった。
- 第99回は55分で、日曜夕方に放送された。
- 第103回は45分で、通常放送に加え、「メ〜テレ秋まつり」で行われた「ある味ない味せんべい」の人気投票の模様が放送された。
- 第107回、第108回は有名スポーツ選手に関する名古屋のスポットを巡ってロケを行い検証した。

## スタッフ
- ナレーション : 神田朱未（2012年4月 -）
- 構成 : 堀田延、大船知充、山口トンボ
- SW : 小菅由晶
- CAM : 袖垣竜也
- VE : 柴田康司
- AUD : 大路雅也
- 照明 : 藤井隆司
- VTR : 三本菅彰
- 美術プロデューサー : 橋本昌和
- デザイン : 坪田幸之
- 美術進行 : 今井隆之
- 大道具操作 : 浅見大
- 操作 : 佐藤貴志（以前は、大道具操作）
- アクリル装飾 : 石橋誉礼
- スタイリスト : 大口アキラ
- メイク : 根本真奈美
- 編集 : 名雪健太郎
- MA : 高野博臣
- 音効 : 幾代学
- CG : 馬場由希子
- 技術協力 : Trash、麻布プラザ、浜町スタジオ、SPOT、アーチェリープロ、ヤマモリ（以前は、美術協力）、BEEPS
- 美術協力 : フジアール、チトセアート
- リサーチ : 野村直子、林裕一（ビスポ）
- 編成 : 多湖慎一（メ〜テレ）
- 宣伝 : 高田秦宏（メ〜テレ）
- HP : 中村緑子
- AD : 杉浦佐和子、仲田和史、高橋璃子
- AP : 島田真理子（メ〜テレ）、木下麗、竹村祐美
- ディレクター : 安田和朗（メ〜テレ、以前は、AD）、渡辺恭三、坂本篤、徳永勝也、峰尾圭一、笹村啓太
- チーフディレクター : 藤代賢二、木村亮（木村→以前は、ディレクター）
- プロデューサー: 辻村たろう（NET WEB）、嘉沼慶子（よしもとクリエイティブ・エージェンシー）
- 総合演出・プロデューサー : 太田雅人（メ〜テレ、以前は、総合演出のみ）
- 制作協力 : 吉本興業、NET WEB
- 制作著作 : メ〜テレ

### 過去のスタッフ
- ナレーション : 井上裕衣（メ〜テレアナウンサー）
- SW : 前田昌彦
- CAM : 川崎圭一郎
- AUD : 山崎勝彦
- 美術プロデューサー : 内藤佳奈子
- 技術協力 : IMAGICA
- 編成 : 浅野宏明（メ〜テレ）、野崎久也（メ〜テレ）
- 宣伝 : 平松陽介（メ〜テレ）
- デスク : 富里美雪、織内孝子
- WEB : 鶴野邦彦
- AP : 山口ななえ
- ディレクター : 田中勝　小俣裕美
- プロデューサー : 恒川潤（メ〜テレ）
- チーフプロデューサー : 福嶋更一郎（メ〜テレ）
- ゼネラルプロデューサー : 新村裕（メ〜テレ）

## 使用曲
タイトル
- Michael Jackson「Black Or White」

エンディング
J-POP等の新曲をミュージックビデオとともに2週間〜1か月単位で使用。第1回のエンディングは大石昌良「幻想アンダーグラウンド」。
今日のホームラン
- James Last「Vibrations」

## ネット局・放送時間
ネット局は放送開始時は4局のみだったが、2010年1月にABCテレビでも放送を開始。以降もネット局を増やしていき、同7月からはキー局のテレビ朝日でも放送開始された。
| 放送対象地域 | 放送局                   | 系列           | 放送時期                       | 放送時間                     |
| ------------ | ------------------------ | -------------- | ------------------------------ | ---------------------------- |
| 中京広域圏   | メ〜テレ（NBN） 制作局   | テレビ朝日系列 | 2009年10月27日 - 2014年3月28日 | 金曜 0:20 - 0:50（木曜深夜） |
| 石川県       | 北陸朝日放送（HAB）      | テレビ朝日系列 | 2009年11月3日 - 2014年6月7日   | 土曜 1:40 - 2:10（金曜深夜） |
| 新潟県       | 新潟テレビ21（UX）       | テレビ朝日系列 | 2009年11月9日 - 2014年4月9日   | 水曜 0:20 - 0:50（火曜深夜） |
| 宮城県       | 東日本放送（KHB）        | テレビ朝日系列 | 2009年11月10日 - 2014年4月25日 | 金曜 1:26 - 1:56（木曜深夜） |
| 山口県       | 山口朝日放送（yab）      | テレビ朝日系列 | 2010年1月7日 - 2014年8月4日    | 日曜 1:30 - 2:00（土曜深夜） |
| 福岡県       | 九州朝日放送（KBC）      | テレビ朝日系列 | 2010年1月7日 - 2014年4月10日   | 木曜 2:15 - 2:45（水曜深夜） |
| 静岡県       | 静岡朝日テレビ（SATV）   | テレビ朝日系列 | 2010年1月15日 - 2014年4月29日  | 火曜 1:50 - 2:20（月曜深夜） |
| 近畿広域圏   | 朝日放送（ABC）          | テレビ朝日系列 | 2010年1月18日 - 2015年2月9日   | 月曜 2:28 - 3:03（日曜深夜） |
| 愛媛県       | 愛媛朝日テレビ（eat）    | テレビ朝日系列 | 2010年4月1日 - 2012年4月29日   | 木曜 1:20 - 1:50（水曜深夜） |
| 広島県       | 広島ホームテレビ（HOME） | テレビ朝日系列 | 2010年4月7日 - 2014年6月4日    | 水曜 0:15 - 0:45（火曜深夜） |
| 山形県       | 山形テレビ（YTS）        | テレビ朝日系列 | 2010年4月5日 - 2014年7月28日   | 月曜 0:55 - 1:25（日曜深夜） |
| 福島県       | 福島放送（KFB）          | テレビ朝日系列 | 2010年4月8日 - 2014年5月16日   | 火曜 0:20 - 0:50（月曜深夜） |
| 秋田県       | 秋田朝日放送（AAB）      | テレビ朝日系列 | 2010年4月10日 - 2015年9月3日   | 木曜 0:50 - 1:20（水曜深夜） |
| 大分県       | 大分朝日放送（OAB）      | テレビ朝日系列 | 2010年1月5日 - 2014年3月29日   | 水曜 1:20 - 1:50（火曜深夜） |
| 北海道       | 北海道テレビ（HTB）      | テレビ朝日系列 | 2010年7月3日 - 2014年7月23日   | 火曜 1:20 - 1:50（月曜深夜） |
| 岩手県       | 岩手朝日テレビ（IAT）    | テレビ朝日系列 | 2011年4月6日 - 2015年3月25日   | 水曜 1:20 - 1:50（火曜深夜） |
| 青森県       | 青森朝日放送（ABA）      | テレビ朝日系列 | 2010年8月12日 - 2013年3月28日  | 木曜 1:20 - 1:50（水曜深夜） |
| 関東広域圏   | テレビ朝日（EX）         | テレビ朝日系列 | 2010年7月4日 - 9月26日         | 日曜 2:55 - 3:25（土曜深夜） |
| 熊本県       | 熊本朝日放送（KAB）      | テレビ朝日系列 | 2010年7月25日 - 2014年5月9日   | 金曜 2:15 - 2:45（木曜深夜） |
| 沖縄県       | 琉球朝日放送（QAB）      | テレビ朝日系列 | 2010年10月2日 - 2013年7月14日  | 日曜 0:45 - 1:15（土曜深夜） |
| 鹿児島県     | 鹿児島放送（KKB）        | テレビ朝日系列 | 開始時期不明 - 2015年5月14日   | 水曜 1:15 - 1:45（火曜深夜） |

## 映像ソフト化
番組初期の放送数回分と特典映像を収録したDVDが、『「キングコングのあるコトないコトDVD」〜芸人オールスター戦・1回表〜』のタイトルで2010年9月22日によしもとアール・アンド・シーより発売された。